# Rüdesheim am Rhein
Rüdesheim am Rhein là một thị trấn sản xuất rượu nho ở thung lũng trung lưu thượng sông Rhein, thuộc Đức và là một phần của khu vực được UNESCO công nhận là Di sản Thế giới. Nó nằm trong huyện Rheingau-Taunus-Kreis ở vùng hành chính Darmstadt, Hessen. Được gọi là Rüdesheim, tên chính thức là Rüdesheim am Rhein, để phân biệt nó với Rüdesheim an der Nahe thuộc Rheinland-Pfalz. Đây là một điểm thu hút du lịch lớn, đặc biệt đối với du khách nước ngoài.

## Địa lý
Rüdesheim nằm ở chân của đồi Niederwald trên bờ phải của sông Rhein ở vùng trồng nho làm rượu Rheingau. Thị trấn này nằm ở thung lũng trung lưu thượng sông Rhein, trong chùm đô thị Frankfurt/Rhein-Main, một phần của khu vực được UNESCO công nhận là Di sản Thế giới, làm cho nó trở thành một trong những điểm thu hút khách du lịch của Đức. Nó có một Phố Cổ đẹp như tranh vẽ, nằm trong phong cảnh Rheingau thuộc thời đại Lãng mạn Rhein (Phong cảnh và kiến trúc) được ca tụng.

## Lịch sử

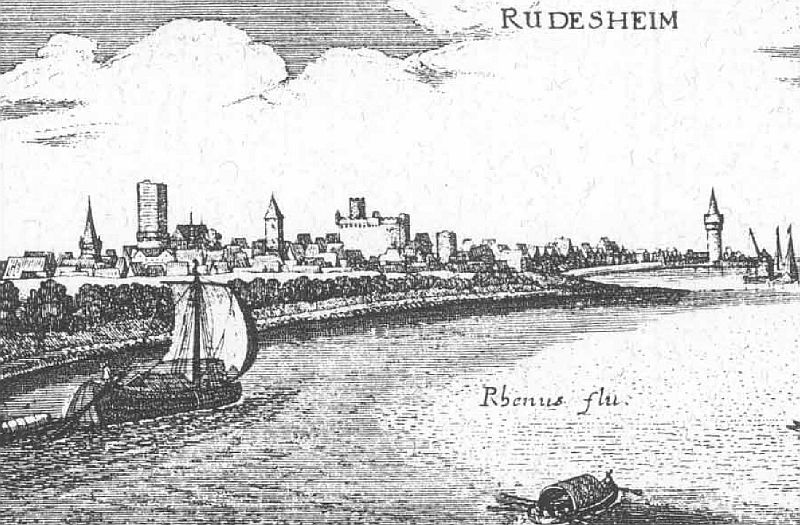
Rüdesheim - trích từ Topographia Hassiae của Matthäus Merian the Younger, 1655

Khu vực này được Celts xác định trước, sau đó là sau khi Kỷ nguyên Thiên chúa giáo được Ubii và sau đó là Mattiaci. Trong thế kỷ thứ nhất, người La Mã đã đẩy ra Taunus. Tại Bingen họ xây dựng một lâu đài, và ở phía bên kia, gần Rüdesheim bây giờ, đặt một đầu cầu trên đường đến Limes.
Người La Mã theo sau là Alamanni, và trong thời kỳ di cư, Franks di cư vào khu vực. Các khảo cổ học của thủy tinh từ thời điểm này cho thấy đã có rượu vang ở Rüdesheim. Nguồn gốc của thị trấn như là một Frankish Haufendorf vẫn có thể được nhìn thấy trên các bản đồ thị trấn ngày nay.
Rüdesheim lần đầu tiên được đề cập đến trong một tài liệu năm 1074. Sinh kế của nó chủ yếu từ trồng nho và vận chuyển, đặc biệt là đi bè bằng gỗ.
Vào ngày 1 tháng 1 năm 1818, Rüdesheim nhận được các quyền của thị trấn. Sau khi Prussia sáp nhập Công tước xứ Nassau năm 1867 và phân chia khu vực thành các quận (Kreise), Rüdesheim trở thành một quận của Rheingaukreis mới thành lập. Nó giữ địa vị này 110 năm cho đến năm 1977, khi trong quá trình cải cách thành phố ở Hesse, các huyện của Rheingaukreis và Untertaunuskreis đã được sáp nhập vào Rheingau-Taunus-Kreis mới, và Rüdesheim phải đưa ra quận huyện Bad Schwalbach.
Năm 1877, đá tảng đầu tiên được đặt cho Niederwalddenkmal, một tượng đài yêu nước ở trên các vườn nho sẽ hoàn thành vào năm 1883. Nó thu hút nhiều khách du lịch có thể đạt được nó trên một đường sắt răng. Ngày nay, một chiếc gondola nâng đưa du khách lên đài tưởng niệm. Du lịch ngày càng có xu hướng vận chuyển như một nguồn thu nhập.
Vào năm 1939, dưới sự bảo mật giữ vững lúc đó, cộng đồng tự trị trước đây của Eibingen đã bị Quốc xã buộc phải hợp nhất với thị trấn, chống lại ý nguyện của cư dân cộng đồng. Năm 1977, trong khuôn khổ cải cách thành phố, Assmannshausen, Aulhausen và Presberg đã được đưa vào Rüdesheim như là Ortsbezirke.

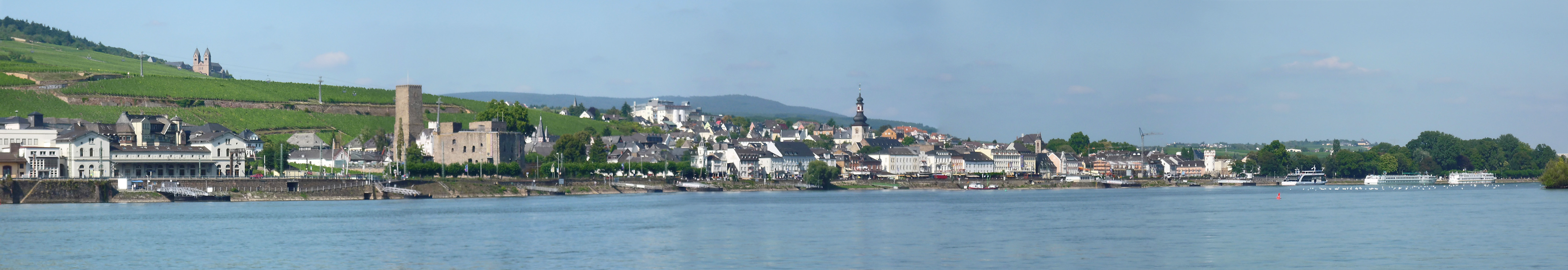
Rüdesheim, nhìn từ sông Rhein